# 1608 год
1608 (ты́сяча шестьсо́т восьмо́й) год  по григорианскому календарю — високосный год, начинающийся во вторник. Это 1608 год нашей эры, 8‑й год 1‑го десятилетия XVII века 2‑го тысячелетия, 9‑й год 1600‑х годов. Он закончился 417 лет назад.
| Пн | Вт | Ср | Чт | Пт | Сб | Вс |
|    | 1  | 2  | 3  | 4  | 5  | 6  |
| 7  | 8  | 9  | 10 | 11 | 12 | 13 |
| 14 | 15 | 16 | 17 | 18 | 19 | 20 |
| 21 | 22 | 23 | 24 | 25 | 26 | 27 |
| 28 | 29 | 30 | 31 |    |    |    |

| Пн | Вт | Ср | Чт | Пт | Сб | Вс |
|    |    |    |    | 1  | 2  | 3  |
| 4  | 5  | 6  | 7  | 8  | 9  | 10 |
| 11 | 12 | 13 | 14 | 15 | 16 | 17 |
| 18 | 19 | 20 | 21 | 22 | 23 | 24 |
| 25 | 26 | 27 | 28 | 29 |    |    |

| Пн | Вт | Ср | Чт | Пт | Сб | Вс |
|    |    |    |    |    | 1  | 2  |
| 3  | 4  | 5  | 6  | 7  | 8  | 9  |
| 10 | 11 | 12 | 13 | 14 | 15 | 16 |
| 17 | 18 | 19 | 20 | 21 | 22 | 23 |
| 24 | 25 | 26 | 27 | 28 | 29 | 30 |
| 31 |    |    |    |    |    |    |

| Пн | Вт | Ср | Чт | Пт | Сб | Вс |
|    | 1  | 2  | 3  | 4  | 5  | 6  |
| 7  | 8  | 9  | 10 | 11 | 12 | 13 |
| 14 | 15 | 16 | 17 | 18 | 19 | 20 |
| 21 | 22 | 23 | 24 | 25 | 26 | 27 |
| 28 | 29 | 30 |    |    |    |    |

| Пн | Вт | Ср | Чт | Пт | Сб | Вс |
|    |    |    | 1  | 2  | 3  | 4  |
| 5  | 6  | 7  | 8  | 9  | 10 | 11 |
| 12 | 13 | 14 | 15 | 16 | 17 | 18 |
| 19 | 20 | 21 | 22 | 23 | 24 | 25 |
| 26 | 27 | 28 | 29 | 30 | 31 |    |

| Пн | Вт | Ср | Чт | Пт | Сб | Вс |
|    |    |    |    |    |    | 1  |
| 2  | 3  | 4  | 5  | 6  | 7  | 8  |
| 9  | 10 | 11 | 12 | 13 | 14 | 15 |
| 16 | 17 | 18 | 19 | 20 | 21 | 22 |
| 23 | 24 | 25 | 26 | 27 | 28 | 29 |
| 30 |    |    |    |    |    |    |

| Пн | Вт | Ср | Чт | Пт | Сб | Вс |
|    | 1  | 2  | 3  | 4  | 5  | 6  |
| 7  | 8  | 9  | 10 | 11 | 12 | 13 |
| 14 | 15 | 16 | 17 | 18 | 19 | 20 |
| 21 | 22 | 23 | 24 | 25 | 26 | 27 |
| 28 | 29 | 30 | 31 |    |    |    |

| Пн | Вт | Ср | Чт | Пт | Сб | Вс |
|    |    |    |    | 1  | 2  | 3  |
| 4  | 5  | 6  | 7  | 8  | 9  | 10 |
| 11 | 12 | 13 | 14 | 15 | 16 | 17 |
| 18 | 19 | 20 | 21 | 22 | 23 | 24 |
| 25 | 26 | 27 | 28 | 29 | 30 | 31 |

| Пн | Вт | Ср | Чт | Пт | Сб | Вс |
| 1  | 2  | 3  | 4  | 5  | 6  | 7  |
| 8  | 9  | 10 | 11 | 12 | 13 | 14 |
| 15 | 16 | 17 | 18 | 19 | 20 | 21 |
| 22 | 23 | 24 | 25 | 26 | 27 | 28 |
| 29 | 30 |    |    |    |    |    |

| Пн | Вт | Ср | Чт | Пт | Сб | Вс |
|    |    | 1  | 2  | 3  | 4  | 5  |
| 6  | 7  | 8  | 9  | 10 | 11 | 12 |
| 13 | 14 | 15 | 16 | 17 | 18 | 19 |
| 20 | 21 | 22 | 23 | 24 | 25 | 26 |
| 27 | 28 | 29 | 30 | 31 |    |    |

| Пн | Вт | Ср | Чт | Пт | Сб | Вс |
|    |    |    |    |    | 1  | 2  |
| 3  | 4  | 5  | 6  | 7  | 8  | 9  |
| 10 | 11 | 12 | 13 | 14 | 15 | 16 |
| 17 | 18 | 19 | 20 | 21 | 22 | 23 |
| 24 | 25 | 26 | 27 | 28 | 29 | 30 |

| Пн | Вт | Ср | Чт | Пт | Сб | Вс |
| 1  | 2  | 3  | 4  | 5  | 6  | 7  |
| 8  | 9  | 10 | 11 | 12 | 13 | 14 |
| 15 | 16 | 17 | 18 | 19 | 20 | 21 |
| 22 | 23 | 24 | 25 | 26 | 27 | 28 |
| 29 | 30 | 31 |    |    |    |    |

## События
- 1507—1622 — Португало-персидская война. Ряд вооружённых конфликтов между колониалистской Португалией и вассальным Ормузом, с одной стороны, и Сефевидской империей, поддерживаемой англичанами, с другой[1].
- 1511—1641 — Малайско-португальская война. Вооружённый конфликт XVI-XVII веков, в котором Малаккский султанат при поддержке империи Мин, Голландской Ост-Индской компании (с 1607) и Джохора безуспешно сопротивлялся Португальской империи, стремившейся захватить Малакку и установить контроль над торговлей между Индией и Китаем[2].
- 1566—1609 — первый этап Нидерландской буржуазной революции (Восьмидесятилетняя война). Религиозно-идеологическая, политическая и социально-экономическая борьба Семнадцати провинций за независимость от испанского владычества[3].
- 1600—1611 — Польско-шведская война[4].
  - 27 июля — взятие Дюнамюнде[5].
- 1601—1661 — Голландско-португальская война. Вооружённый конфликт, в котором голландские Ост-Индская и Вест-Индская компании воевали по всему миру против Португальской империи[6].
- 1603—1618 — Турецко-персидская война[7].
- 1606—1610 — Могилёвское городское восстание, антифеодальное движение ремесленников и городской бедноты горожан Могилёва[8].
- 1607—1613 — Молдавская война магнатов, когда магнаты из Речи Посполитой вмешивались в дела Молдавии, соперничая с Габсбургами и Османской империей за господство над княжеством (известны как Могиляды)[9].
- Май — образование Протестантской («Евангелической») лиги в Германии. Поводом стал Донауверт. Главой лиги избран Фридрих V Пфальцский.
- Начало открытых военных столкновений между Рудольфом и его братом Матиашем. Борьба велась силами чужеземных наёмников.
  - 28 июня — по договору в Либене император Рудольф II передал Матиашу Венгрию, Моравию и Австрию[10].
- Антифеодальное движение «джелали» в Сирии и Ливане во главе с Джанпулад-оглу. Джанпулад-оглу заключил договор с великим герцогом Тосканы. Турки жестоко расправились с восставшими, уничтожив до ста тысяч человек.
- Основание французским мореплавателем Самюэлем де Шампленом города Квебека в Канаде.
- Во Львове основана иезуитская коллегия[11].

## Русское государство
Царствование: 1608—1610 — Василий IV Иванович Шуйский
- 1598—1613 — Смутное время[12].

#### Лжедмитрий II
- 1608—1610 — создание Тушинского лагеря Лжедмитрия II[13].
- 1608—1610 — Троицкая осада[13].
- 1608—1610 — Филарет (будущий патриарх) в плену у Лжедмитрия II в статусе "наречённого патриарха"[14].
- Мещовск выдержал осаду войск Лжедмитрия II[15].
- Пожалованы Лжедмитрим II в бояре: Годунов Иван Иванович[16].

#### Правление Василия Шуйского
- 17 (по другим данным 14) января — Василий Шуйский вступает во второй брак, на Екатерине Петровне, дочери боярина Буйносова Петра Ивановича. После венчания Екатерина получила имя — Мария[13].
- Конец января — в Москве под Даниловым монастырём, за участие в Восстание Болотникова повешен "царевич Пётр" (Илейка Муромец)[17].
- 14 февраля — Василий Шуйский принимает в Москве первое калмыцкое посольство[13].
- Весна — А.И. Лисовский с отрядом казаков отправлен в набег на рязанские города. В результате набега ему удалось собрать необходимые самозванцу деньги, продовольствие, фураж и захватив Коломну, попытался прорваться в Тушинский лагерь[18].
- Весна — Лжедмитрий II, перезимовав в Орле, начинает свой поход на Москву[13].
- 30 марта — Александр Лисовский (на службе у Лжедмитрия II) наносит поражение царским войскам в Зарайской битве.
- 30 апреля — Основные правительственные силы подвергаются разгрому войском Лжедмитрия II в Болховском сражении[13]
- 10—11 мая — царское войско под командование Дмитрия Ивановича Шуйского терпит поражение под г. Белёв от войск нового самозванца Лжедмитрия II[19].
- Начало июня — войско Лжедмитрия II подходит к Москве и разбивает лагерь в Тушино[13].
- 28 июня (8 июля) — Александр Лисовский терпит поражение от царских войск в битве у Медвежьего брода от отряда И.С. Куракина. Лисовский отступает к Владимиру, а затем к Нижнему Новгороду[18].
- 25 июня — происходит бой у р. Ходынка (сов. р-н Москвы), в котором царское войско наносит поражение отрядам самозванца и вынуждает их опять отойти в Тушинский лагерь[13].
- 25 июля — Василий Шуйский заключает с Речью Посполитою перемирие на 3 года и 11 месяцев. Перемирие предусматривало освобождение польско-литовских воинов оказавшихся в русском плену после восстания в Москве в мае 1606 года. Польский король обязан был немедленно отозвать всех поляков, служивших у самозванцев, а Юрий Мнишек и "его приятели" обязывались не называть более самозванца "царевичем Дмитрием Ивановичем", а Марину Мнишек "государыней московскою". Часть отпущенных пленных оказалась не в Польше а в Тушинском лагере[13].
- Лето — в Каргополе умерщвлён И.И. Болотников, предводитель восстания[17].
- Август — А.И. Лисовский, пополнив отряд повстанцами, прорвался в Тушинский лагерь[18].
- Деятельность псковского воевода Шереметева Петра Никитича и Грамотина Ивана Тарасьевича, активно поддерживающих посадскую верхушку и заставляя ремесленников работать на себя "безденежно" привели к Псковскому восстанию, которое присягнуло Лжедмитрию II[20].
- 2 сентября — сторонникам Лжедмитрия II переходит Псков[13].
- 1608—1610 — (23 сентября) 3 октября началась Троицкая осада. Польско-литовский войска воеводы Яна-Петра Сапеги осаждают Троице-Сергиев монастырь[13].
- Осень — Василий Шуйский в Москве принимает затворника Ростовского Борисоглебского монастыря преподобного Иринарха и его ученика Александра. Прибывшие сообщают царю о видении и пророчестве предстоящего разорения Москвы от ляхов. Пробыв в Московском Кремле только сутки, Иринарх отпущен царём с честью[13].
- 15 октября — в битве под Ростовом отряд интервентов побеждает царских людей, разоряет Ростов и захватывает митрополита Филарета.
- Вторая половина октября — войско Лжедмитрия II занимают Ярославль[13].
- Конец ноября — войско Лжедмитрия II занимают г. Корела с уездом и г. Орешек. Это заставляет Василия Шуйского отправить М.В. Скопина-Шуйского в Великий Новгород для переговоров со Швецией об оказании военной помощи России[13].
- Польско-литовское войско заняло Торжок[21].
- В Москву впервые прибыло посольство из Монголии. В Монголию отправилось русское посольство.
- Али, сын хана Кучума, ведший борьбу с русскими в Сибири захвачен в плен и отправлен под надзор в Ярославль, позже переведён в Вологду[22].
- Темников подвергся нападению ногайцев[23].
- Пожалование Думным дворянином: Ляпунов Прокофий Матвеевич[24].
- Пожалованы окольничеством: Мезецкой Данила Иванович[24].

### Города и поселения
- 1608/09 — Цивильск разорён черемисами, но вскоре восстановлен[25].
- Впервые в письменных источниках упоминается село Вязники (сов. г. Вязники)[26].

### Руководители приказов
| Года      | Приказ            | Ф,И,О главы                  | Примечания |
| --------- | ----------------- | ---------------------------- | ---------- |
| 1606-1610 | Посольский приказ | Телепнёв Василий Григорьевич |            |
| 1607-1610 | Поместный приказ  | Телепнёв Василий Григорьевич |            |
|           |                   |                              |            |

## Начало правления
См. также: Список глав государств в 1608 году
- 1608—1617 — король Венгрии Матиаш.
- 1608—1613 — князь Трансильвании Гавриил Батори.
- 1608—1610 — Селямет I Гирей, хан Крымского ханства[28].

## Наука
- Изобретён линзовый телескоп.

## Родились

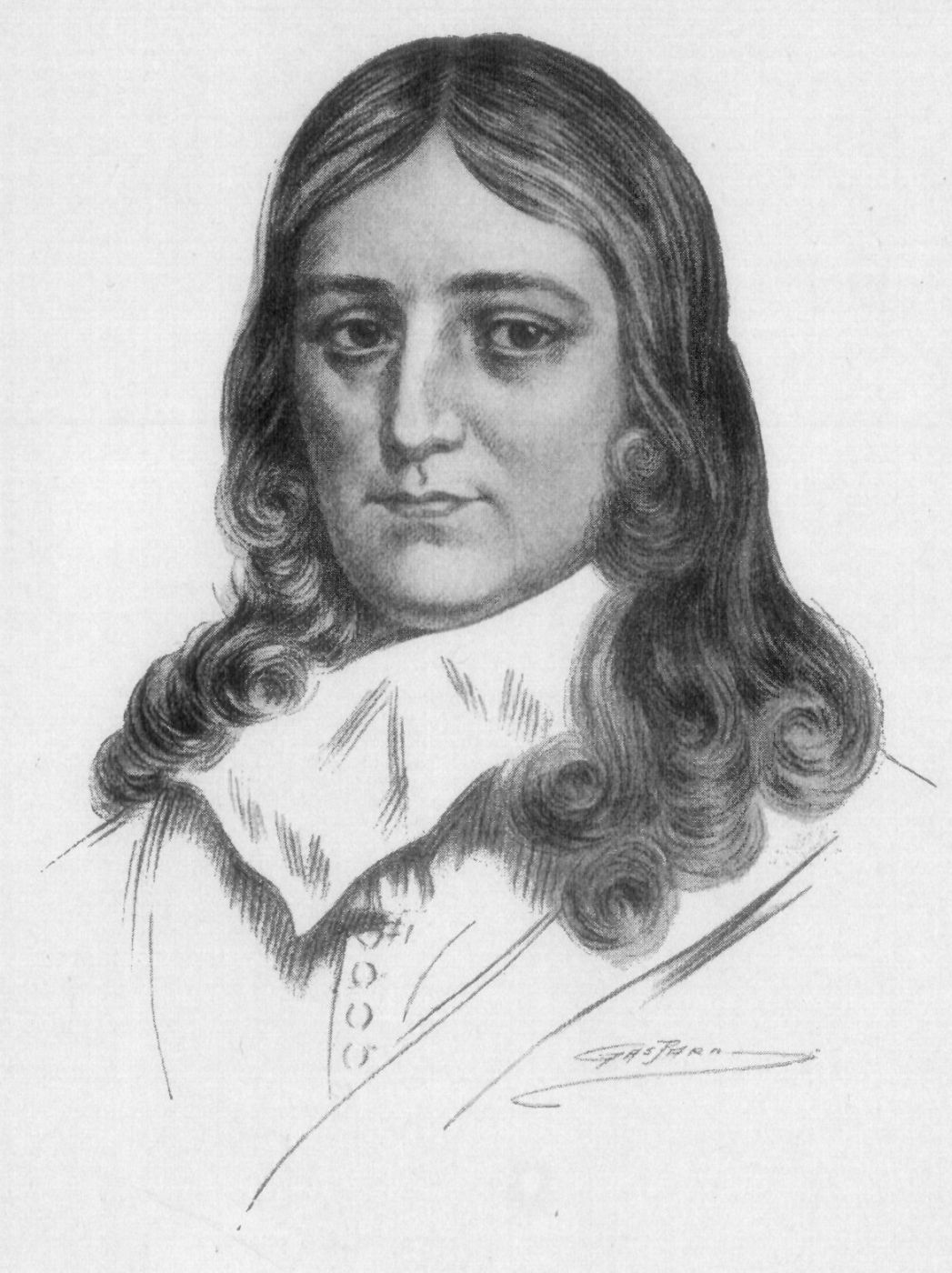
Джон Мильтон

См. также: Категория:Родившиеся в 1608 году
- Джованни Альфонсо Борелли — итальянский учёный-универсал эпохи Возрождения. Труды по физике, медицине, астрономии, геологии, математике, механике. Был учеником Галилея и продолжил его астрономические исследования. Основоположник биомеханики. Одним из первых сформулировал закон всемирного тяготения.
- Антонио Виейра — португальский католический священник, иезуит, выдающийся оратор и писатель.
- Гастон Орлеанский — герцог Орлеанский, младший сын короля Генриха IV и Марии Медичи.
- Джон Мильтон — английский поэт, политический деятель и мыслитель; автор политических памфлетов и религиозных трактатов.
- Джордж Монк — герцог Альбемарль, английский полководец и адмирал, архитектор Реставрации королевской власти в Англии в 1660 году.
- Раймунд Монтекукколи — имперский генералиссимус итальянского происхождения, который водил в бой австрийские армии в годы, последовавшие за Тридцатилетней войной. Один из самых выдающихся теоретиков и практиков военного дела своего времени. Президент гофкригсрата (1668—1680).
- Евдокия Лукьяновна Стрешнева — вторая жена царя Михаила Фёдоровича с 15 февраля 1626 года, мать царя Алексея Михайловича.
- Эванджелиста Торричелли — итальянский математик и физик, ученик Галилея. Известен как автор концепции атмосферного давления и продолжатель дела Галилея в области разработки новой механики.
- Тукарам — выдающийся индуистский поэт-сант, писавший на языке маратхи.
- Фердинанд III — император Священной Римской империи с 15 февраля 1637 года, король Венгрии (части королевства с 26 ноября 1625 года, (коронация 8 декабря 1626 года), всего королевства в 1637—1647 годах), король Чехии с 21 ноября 1627 года (коронация 25/26 ноября 1627 года). Имперский фельдмаршал (1634 год). Сын Фердинанда II и Марии Анны (8 декабря 1574 — 8 марта 1616), дочери герцога Баварского Вильгельма V.

## Скончались

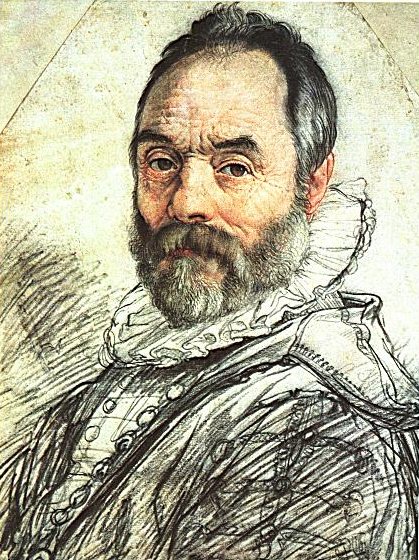
Джамболонья

См. также: Категория:Умершие в 1608 году
- Январь — Илейка Муромец, русский самозванец, выдававший себя за мифического царевича Петра, сына царя Фёдора Ивановича. Казнён[29].
- Джамболонья — флорентийский скульптор-маньерист и представитель раннего барокко
- Иоахим III Фридрих — курфюрст бранденбургский, представитель династии Гогенцоллернов. Внук Иоахима II Гектора и сын курфюрста Иоганна Георга.
- Карл III — герцог Лотарингии с 1545 года до своей смерти. Как потомок Герхарда I он должен был быть Карлом II, но лотарингские историки, желая приписать герцогам Лотарингским родство с Каролингами, включили в нумерацию Карла I из династии Каролингов.
- Мария Анна Баварская — супруга эрцгерцога Карла II Штирийского.
- Болотников Иван Исаевич — руководитель Восстания Болотникова[17].
- Шереметев Пётр Никитич — после захвата Пскова сторонниками Лжедмитрия II заключён в тюрьму, отказался присягнуть самозванцу и был задушен[30].